# 文亨进
文亨进 （문형진，1979年9月26日—）是一位韓裔美国牧师，他與其妻是總部位于美國宾夕法尼亚州的世界平和統一聖殿的共同创始人。其父是統一教的創始人文鲜明。文亨进與其母韓鶴子不和，於是前往美國另立山頭。世界平和統一聖殿支持美國擁槍權。 2018年1月，南方贫困法律中心認為文亨进是为反LGBT的邪教领袖。文亨进以及其教徒曾參與2021年美国国会大厦遭冲击事件。